# Ceratodon purpureus
Ceratodon purpureus là một loài rêu trong họ Ditrichaceae. Loài này được Hedw. Brid. mô tả khoa học đầu tiên năm 1826.

## Hình ảnh

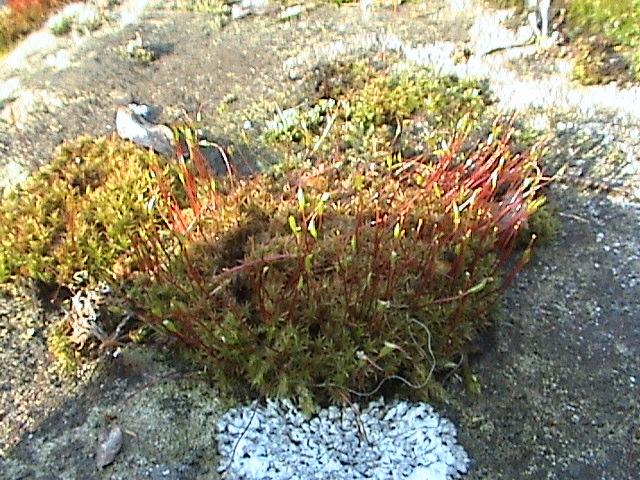
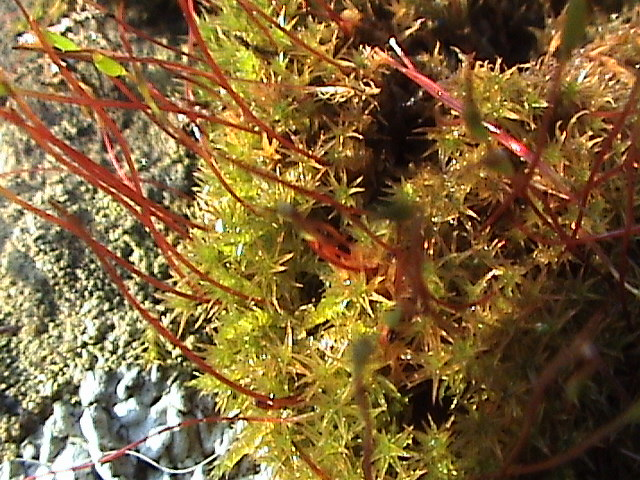
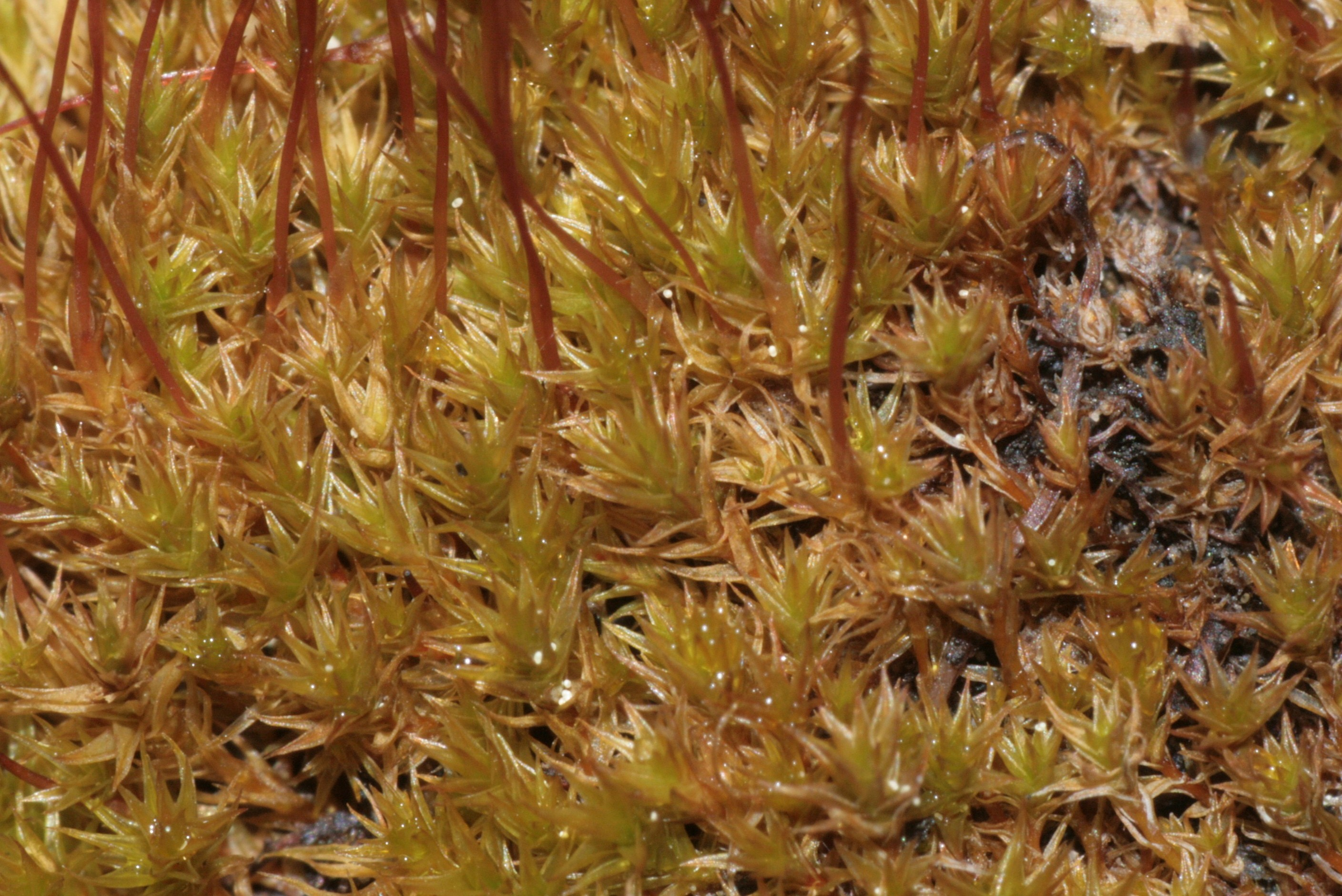
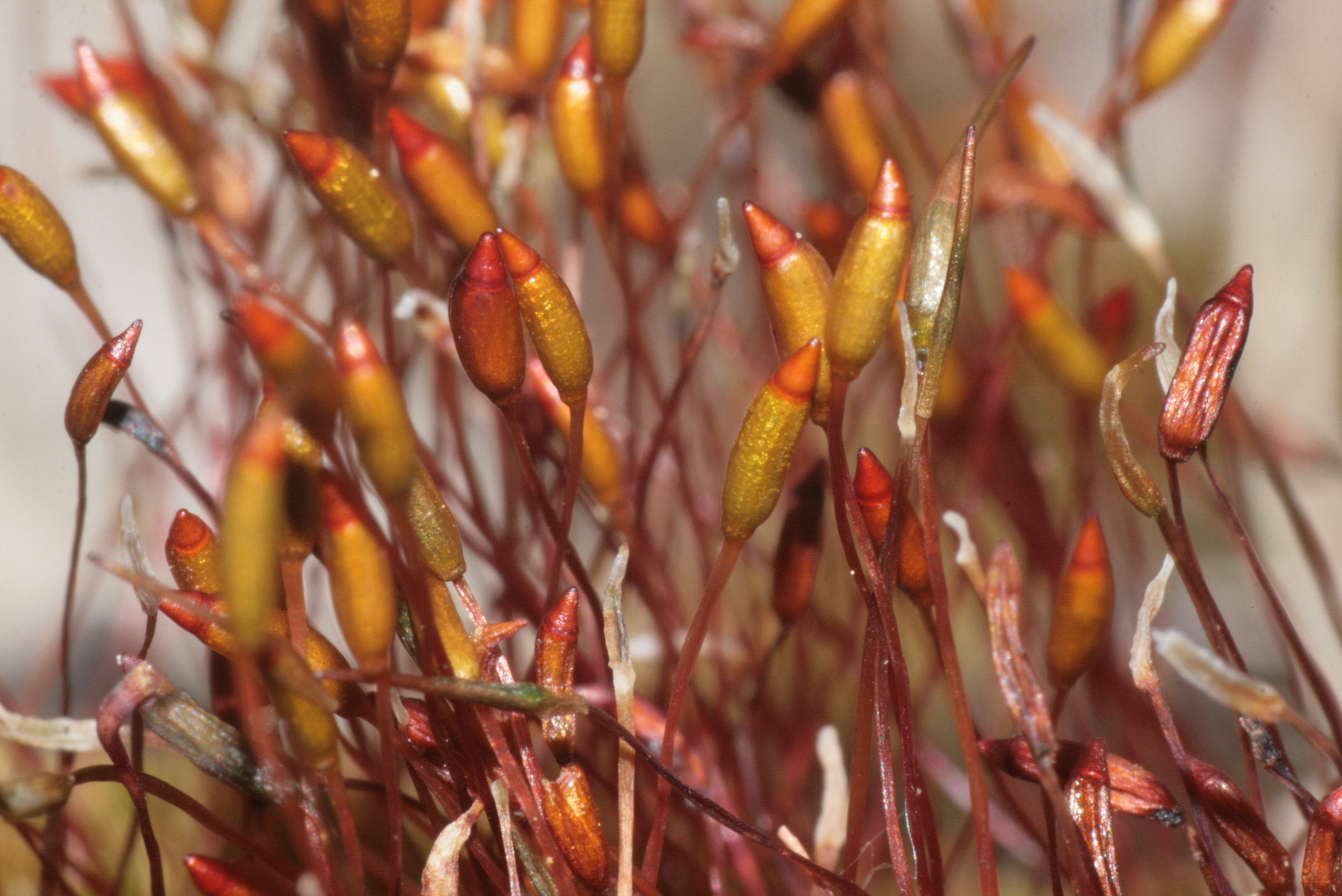